# Ніколаєвська сільська рада (Михайловський район)
Нікола́євська сільська рада (рос. Николаевский сельский совет) — сільське поселення у складі Михайловського району Алтайського краю Росії.
Адміністративний центр — село Ніколаєвка.

## Населення
Населення — 1029 осіб (2019; 1351 в 2010, 1799 у 2002).

## Склад
До складу сільської ради входять:
| Населений пункт    | Населення, осіб (2002) | Населення, осіб (2010) |
| ------------------ | ---------------------- | ---------------------- |
| Іркутський, селище | 34                     | 25                     |
| Неводне, село      | 347                    | 229                    |
| Ніколаєвка, село   | 1382                   | 1092                   |
| Ніколаєвка, селище | 36                     | 5                      |